# 後藤ウィニー
後藤ウィニー（ごとう うぃにー、1958年 - ）は、日本の台湾料理研究家。台湾苗栗市出身。

## 略歴
漢民族の末裔と言われる家系、客家に生まれる。台湾でOLとして働いた後、日本人男性と結婚し1985年に訪日。2女をもうける。
大手企業の代表だった夫の来客をもてなす料理が評判となり、台湾料理教室を始める。夫の病没（2008年）後、料理研究家としての活動を開始した。
日本でも手に入る食材を使った”ウィニー流台湾料理”が人気となり、自宅での料理教室「winnies-kitchen」を始めた。雑誌のクッキングコーナーでのレシピ提供やテレビ・ラジオにも出演する。

## 書籍

### 著書
- 『Winnieの台湾キッチン』（2010年1月15日発売、文化出版局）
- 『Winnieの台湾キッチン、いつものおもてなし]』（2014年10月18日、文化出版局）

### 雑誌
- 『ELLE a table』（2003年3月号、ハースト婦人画報社）
- 『ミセス』（2010年5月号、文化出版局）
- 『ELLE a table』（2010年9月号、ハースト婦人画報社）
- 『3分クッキング』（2013年12月号、KADOKAWA）
- 『ミセス』（2012年10月号、文化出版局）
- 『3分クッキング』（2014年1月号、KADOKAWA）
- 『ミセス』（2014年4月号、文化出版局）
- 『ミセス』（2015年8月号、文化出版局）
- 『ミセス』（2015年9月号、文化出版局）
- 『きょうの料理ビギナーズ』（2015年9月号、NHK出版）
- 『日経ヘルス』（2015年10月号、日経BP社）
- 『大人のおしゃれ手帖』（2016年6月号、宝島社）
- 『ミセス』（2017年2月号、文化出版局）
- 『週刊女性』（2017年5月16日号、主婦と生活社）

### その他
- 『お昼のサラダ―野菜+αでしっかり「ごはん」になるレシピ53』（2004年7月発売、アスコム）
- 『ごま油の四季』（2015年 冬の号、竹本油脂）
- 『ちゃぐりん』（2016年3月号、家の光協会）

## 出演

### テレビ
- 『はなまるマーケット』（2012年2月3日、2014年2月3日放送回、TBS）
- 『食彩の王国』（2013年7月13日放送回、テレビ朝日）
- 『キユーピー3分クッキング』（2013年12月7日、14日、21日、2014年1月4日、11日、18日、25日、2016年1月9日、16日、23日、30日、2月6日、13日、20日、27日の全15回、日本テレビ））

### ラジオ
- 『栗原美季Cafe（eにアクサン） Les R』（2014年12月16日放送回、エフエム世田谷）

### ウェブサイト
- 「紀文 アジア練りもの紀行 vol.3」（紀文食品）

## 料理教室
- NHK学園 国立本校オープンスクール（2006年〜2016年）